# Huevos tontos
Los huevos tontos son una preparación de huevos cocidos (Huevos rellenos) y posteriormente rebozados. Se trata de un plato muy típico de la cocina aragonesa (generalmente en Jiloca, Teruel). En las recetas del siglo XX este plato se elabora como una masa frita elaborada con huevo, pan y ajo. Se consideran tradicionalmente un plato típico de la cocina de la Semana Santa.

## Características
En la preparación se hierven unos huevos. Se parten por la mitad a lo largo, con el cuidado de no partir las yemas; y estas se apartan. En la sartén, con manteca de vaca (en la actualidad con aceite de oliva), se pone harina, leche y la clara de un huevo, se pone un poco de bacalao (a veces pescado hervido) y se deja espesar la salsa con miga de pan. Se rebozan los huevos duros y se fríen en la sartén.
En la actualidad este plato se prepara con huevo batido sobre pan rallado, ajo y perejil finamente picado. Posteriormente se fríe en pequeñas porciones similares a buñuelos (del tamaño de una cucharada sopera). Existen varianntes en las que la masa se mezcla con bacalao desmigado. Otras en las que los huevos tontos se sirven con longaniza (conocidos como Huevos tontos de Fuendejalón). Son conocidos estos huevos como engañamaridos, por ser muy parecidos a las croquetas de carne.
Es un plato de origen sefardí.